# Контроль подлинности происхождения (Франция)

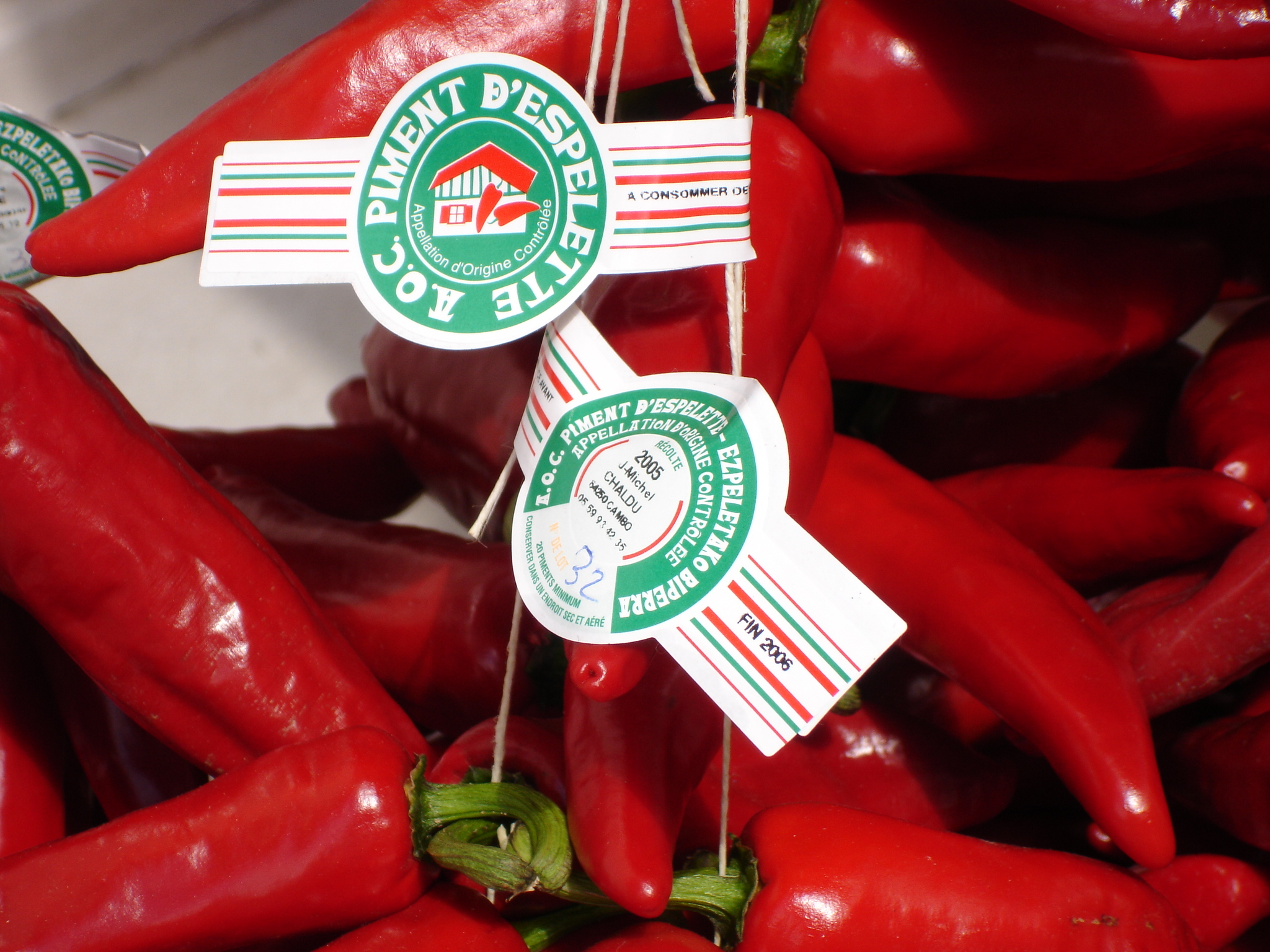
Сертификат AOC на эспелетском перце

Контроль подлинности происхождения (фр. appellation d’origine contrôlée, сокр. AOC) — сертификат, выдаваемый подразделением Министерства сельского хозяйства Франции и гарантирующий, что данный продукт произведён на строго определённой территории с соблюдением строго определённых правил.
Решение о выдаче сертификата принимает Национальный институт по происхождению и качеству товаров, который даёт следующее определение: АОС обозначает край, регион или местность, указывающий на происхождение товара и определяющий его качество или характеристики, сложившиеся под влиянием этой местности, включая природный и человеческий факторы.
Система контроля подлинности происхождения была разработана в 1930-е годы применительно к винам (см. аппелласьоны Франции) и впоследствии была распространена на другие продукты.